# Сірик Кузьма Васильович
Сірик Кузьма Васильович (нар. 14 серпня 1909 р. - помер 16 лютого 1994 р.) - повний кавалер ордена Слави. Учасник німецько-радянської війни.

## Біографія
Народився 14 серпня 1909 року в селі Юровщина Полонського району.
З 1929  по 1941 роки працював у місцевому господарстві. В роки Другої світової війни служив у 336-й стрілецькій дивізії, що звільняла м. Полонне, снайпер. Знищив 179 ворожих солдатів та офіцерів нацистської Німеччини.
Помер 16 лютого 1994 року. Похований у с. Юровщина.

## Нагороди
Нагороджений двома медалями «За відвагу», трьома орденами Слави, медаллю «За звільнення Праги».